# Mercato Don Grioli

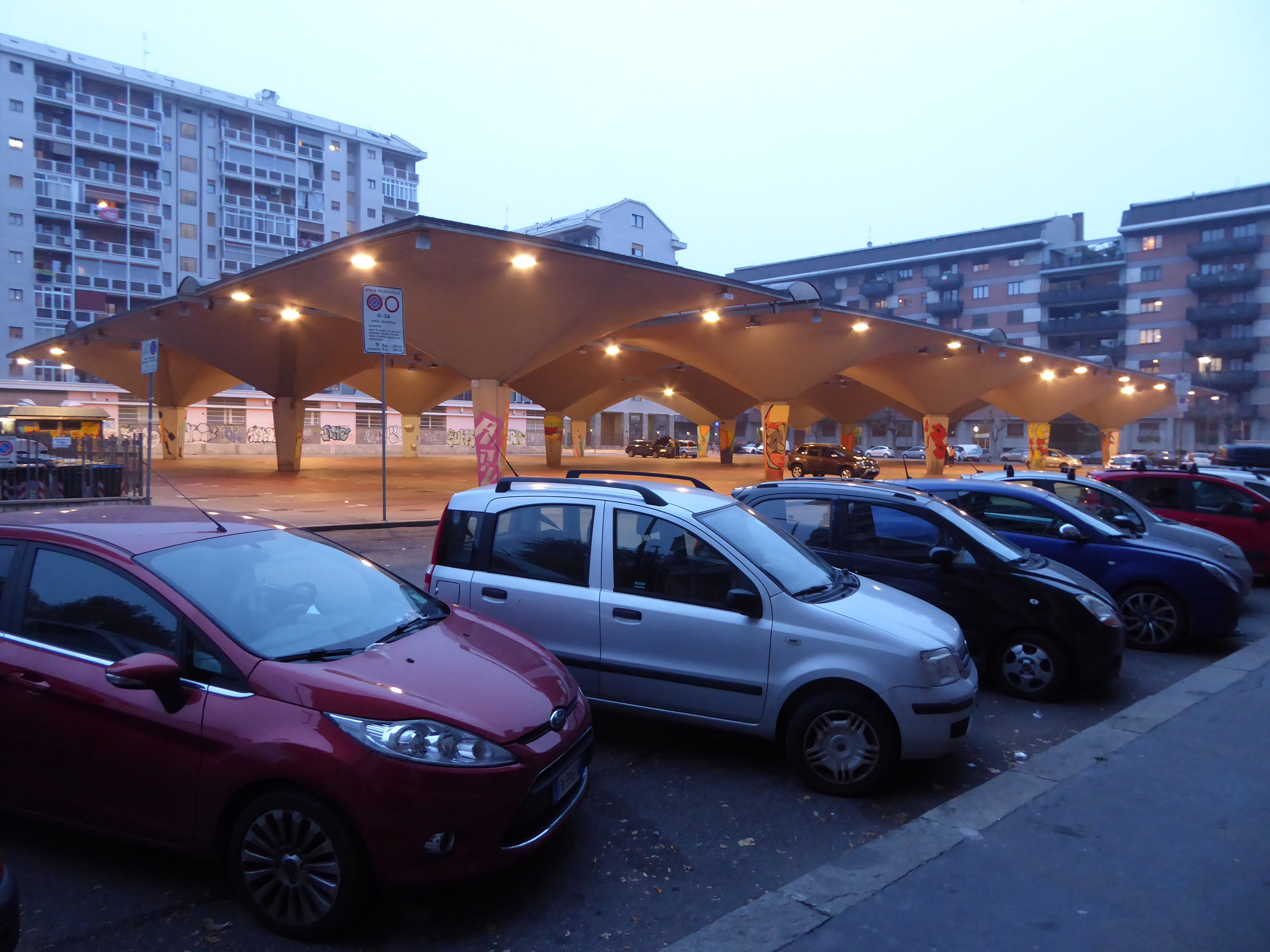
Vista d'insieme del mercato

Il mercato Don Grioli è un mercato alimentare situato a Mirafiori Nord, una zona residenziale periferica e popolare di Torino che si è sviluppata a partire dagli anni Venti e Trenta del ventesimo secolo attorno al polo industriale Fiat. È uno dei pochi mercati rionali di Torino a godere di una copertura architettonica di alta qualità sin dalla sua costruzione nel 1969. Una recente riqualificazione gli ha fornito un nuovo impianto di illuminazione che gli conferisce un aspetto più moderno e funzionale.
La seconda domenica del mese è sede di un mercatino gestito dall'Associazione Stramercatino..

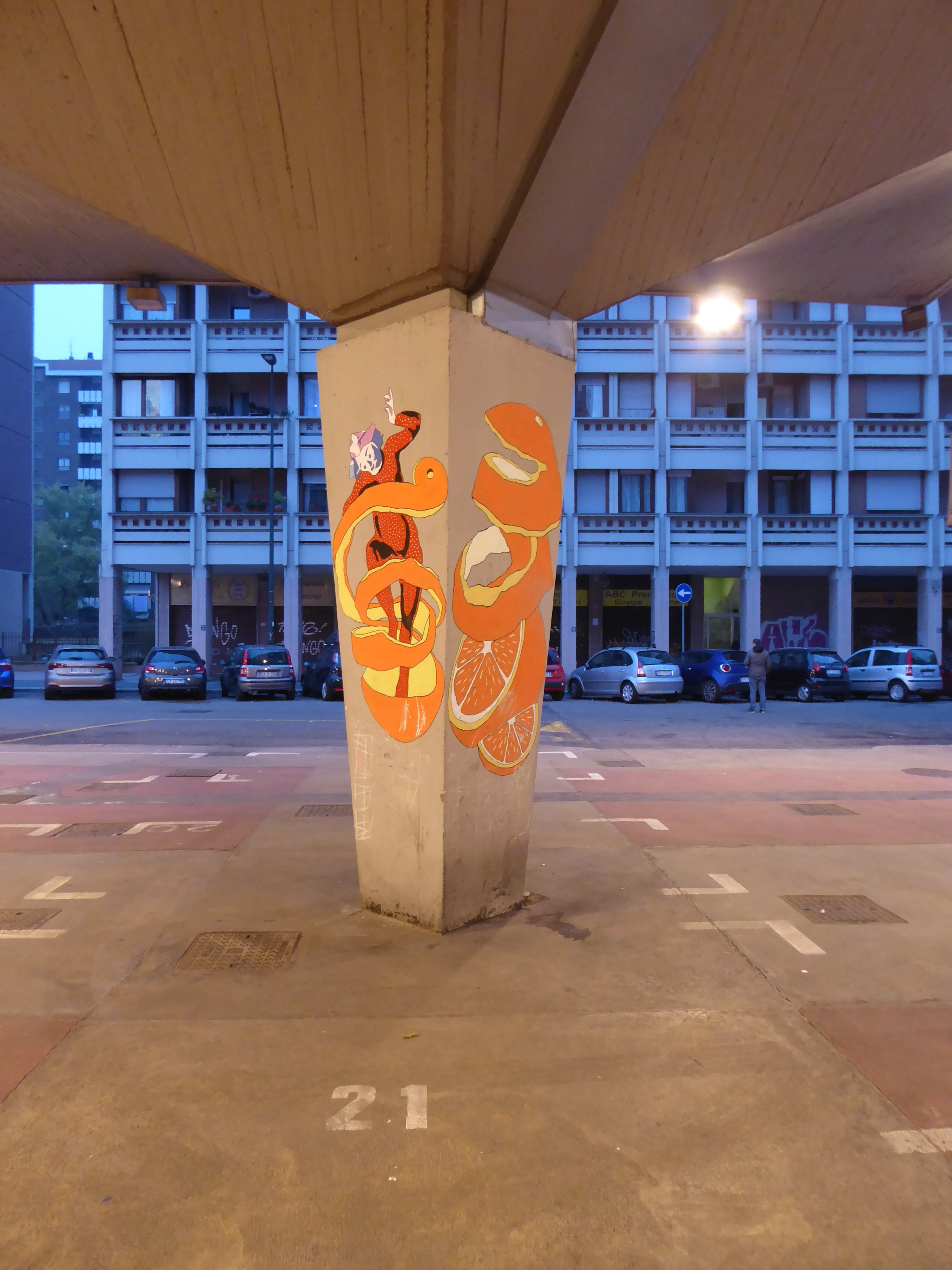
Particolare di un pilastro